# Калвин Харис
Калвин Харис (на английски: Calvin Harris) е шотландски певец и музикален продуцент.

## Кратка биография
Харис вече е на 18, когато издава първите си сингли и четири години по-късно подписва звукозаписен договор с И Ем Ай и придобива известност чрез профила си в MySpace. На 18 юли 2007 г. се появява дебютният му албум I Created Disco. 2007 г. работи заедно с Кайли Миноуг. За нейния албум „X“ той е продуцент на две песни и, заедно с други, на публикуваната като сингъл песен „In My Arms“.

## Дискография

### Албуми
- 2007: I Created Disco
- 2009: Ready for the Weekend

### Сингли
- 2004: Let Me Know (с участието на Ayah)
- 2008: Vegas
- 2008: Acceptable in the 80s
- 2008: The Girls
- 2008: Merrymaking at My Place
- 2008: Dance Wiv Me
- 2009: I'm Not Alone
- 2009: Yeah Yeah Yeah, La La La (Cola Commercial)
- 2009: Ready For The Weekend
- 2009: Flashback
- 2010: You Used to Hold Me
- 2013: Thinking About You
- 2014: Summer
- 2018: One Kiss